# 조선 엔
엔(圓)은 일제강점기 조선의 화폐 단위로, 한국어로는 원으로 불렀다.
1905년 7월부터 대한제국에서는 일본 제일은행(第一銀行: 다이이치은행)에서 발행된 지폐가 통용되었는데, 당시에 통용된 지폐는 10센, 20센, 50센, 1엔, 5엔, 10엔 지폐였다. 1909년 10월 대한제국의 중앙은행인 한국은행이 일본 제일은행의 발권기능을 승계하였다. 일제에 국권을 빼앗긴 이후 1911년 3월 한국은행이 조선은행으로 변경되었으나, 은행권의 발행 준비가 불충분하여 일본 제일은행권 및 구한국은행권 소액권에 대한 유통을 허용하였다. 1914년에 비로소 조선총독부 인쇄국에서 조선은행의 백원권을 인쇄하여 발행하였다. 1엔, 5엔, 10엔, 100엔 지폐가 통용되었고, 5센, 10센, 20센, 50센 지폐도 일부 쓰였다.
1945년 8월 15일 이후에는 조선 엔은 원이라는 이름으로 그대로 통용되다가 조선민주주의인민공화국에서는 1947년 12월 6일 조선민주주의인민공화국 원으로 바뀌었고, 대한민국에서는 한국은행(1950년 6월 12일 이후) 및 38선 이남의 조선은행(1950년 6월 11일 이전)에서 발행한 동일 가치의 대한민국 원과 같이 쓰이다가 1953년 2월 15일의 '긴급통화조치'에 따라 대한민국 환으로 바뀌었다. 그리고 1962년 화폐개혁으로 원으로 돌아왔다.
지폐의 인물이 된 노인이 누구를 그린 것인지는 알려져 있지 않으며, 개화파의 일원이던 김윤식을 모델로 하였다는 설 등이 있다.

## 지폐
| 액면   | 앞면 | 뒷면 |
| ------ | ---- | ---- |
| 50 센  |      |      |
| 1 엔   |      |      |
| 5 엔   |      |      |
| 10 엔  |      |      |
| 100 엔 |      |      |

## 같이 보기
- 조선은행